# 地產五虎將
地產五虎將，泛指五間在業界有出色發展的地產公司，这个詞最早出現於1970年代香港傳媒及地產業界對五間華資地產公司的總稱。

## 華資地產五虎將（香港）
1970年代，香港傳媒及地產業界，把1972年香港股市狂潮中上市的幾家華資地產公司，稱為華資地產五虎將。它們是新鴻基地產、合和實業、長江實業、恒隆地產及大昌地產（即現今的恒隆集團及大昌集團） (注：另一五虎將說法為新世界發展而非大昌地產)。
1980年代，恒基地產及新世界發展取代合和實業及大昌地產躋身地產五虎將之列。

## 外部連結
- 羅家聰 樓市剖析專題(1/3)（页面存档备份，存于）
- 羅家聰 樓市剖析專題(2/3)（页面存档备份，存于）
- 羅家聰 樓市剖析專題(3/3)（页面存档备份，存于）